# Danny Huston
Daniel Sallis Huston (Roma, 14 maggio 1962) è un attore statunitense, figlio del regista John Huston, e fratello minore dell'attrice Anjelica Huston.

## Biografia
Figlio del regista John Huston e dell'autrice Zoe Sallis, inizia la carriera sulle orme del padre come regista di un paio di film di scarso successo, tra cui Mr. North (1988), e di alcuni programmi televisivi, ma ben presto si dedica solo alla carriera di attore. Il suo esordio avviene nel 1995 in un piccolo ruolo in Via da Las Vegas, film che vale l'Oscar a Nicolas Cage. Nel 2000 è l'agente delle star Ivan Beckman nel film Ivansxtc di Bernard Rose, nel 2001 è Kalman in Eden, ma si fa notare nel 2003 interpretando Michael in 21 grammi. 
Successivamente recita in The Aviator (2004), di Martin Scorsese, The Constant Gardener - La cospirazione (2005), di Fernando Meirelles, Marie Antoinette (2006), di Sofia Coppola, I figli degli uomini (2006), di Alfonso Cuarón, Number 23 (2007), di Joel Schumacher, 30 giorni di buio (2007), di David Slade, X-Men le origini - Wolverine (2009), di Gavin Hood, Fuori controllo (2010), di Martin Campbell, Robin Hood (2010), di Ridley Scott, e Wonder Woman (2017), di Patty Jenkins, dove interpreta il villain Erich Ludendorff, capo dell'esercito tedesco durante la prima guerra mondiale. Nel 2018 interpreta il cineasta Hal Roach nel film Stanlio & Ollio. Nel 2022 ha ottenuto il ruolo del terribile signore del crimine Vincent Roeg nel film The Crow - Il corvo, diretto da Rupert Sanders (un remake in chiave moderna dell'omonimo film di culto e adattamento cinematografico della miniserie a fumetti di James O'Barr), previsto per il 28 agosto 2024.

## Filmografia

### Attore

#### Cinema
- Via da Las Vegas (Leaving Las Vegas), regia di Mike Figgis (1995)
- Anna Karenina, regia di Bernard Rose (1997)
- Delitto imperfetto (Susan's Plan), regia di John Landis (1998)
- Timecode, regia di Mike Figgis (2000)
- Ivansxtc, regia di Bernard Rose (2000)
- Eden, regia di Amos Gitai (2001)
- 21 grammi (21 Grams), regia di Alejandro González Iñárritu (2003)
- Birth - Io sono Sean (Birth), regia di Jonathan Glazer (2004)
- The Aviator, regia di Martin Scorsese (2004)
- Silver City, regia di John Sayles (2004)
- The Constant Gardener - La cospirazione (The Constant Gardener), regia di Fernando Meirelles (2005)
- La proposta (The Proposition), regia di John Hillcoat (2005)
- Marie Antoinette, regia di Sofia Coppola (2006)
- I figli degli uomini (Children of Men), regia di Alfonso Cuarón (2006)
- Fade to Black, regia di Oliver Parker (2006)
- Number 23 (The Number 23), regia di Joel Schumacher (2007)
- The Kingdom, regia di Peter Berg (2007)
- 30 giorni di buio (30 Days of Night), regia di David Slade (2007)
- Star System - Se non ci sei non esisti (How to Lose Friends & Alienate People), regia di Robert B. Weide (2008)
- Tradire è un'arte - Boogie Woogie (Boogie Woogie), regia di Duncan Ward (2009)
- X-Men le origini - Wolverine (X-Men Origins: Wolverine), regia di Gavin Hood (2009)
- Fuori controllo (Edge of Darkness), regia di Martin Campbell (2010)
- Scontro tra titani (Clash of the Titans), regia di Louis Leterrier (2010)
- Robin Hood, regia di Ridley Scott (2010)
- The Conspirator, regia di Robert Redford (2010)
- The Warrior's Way, regia di Sngmoo Lee (2010)
- La furia dei titani (Wrath of the Titans), regia di Jonathan Liebesman (2012)
- Stolen, regia di Simon West (2012)
- Hitchcock, regia di Sacha Gervasi (2012)
- The Congress, regia di Ari Folman (2013)
- Libertador, regia di Alberto Arvelo (2013)
- Big Eyes, regia di Tim Burton (2014)
- Pressure, regia di Ron Scalpello (2015)
- Frankenstein, regia di Bernard Rose (2015)
- Chiudi gli occhi - All I See Is You (All I See Is You), regia di Marc Forster (2016)
- Wonder Woman, regia di Patty Jenkins (2017)
- The Last Photograph, regia di Danny Huston (2017)
- Newness, regia di Drake Doremus (2017)
- Game Night - Indovina chi muore stasera? (Game Night), regia di John Francis Daley e Jonathan Goldstein (2018)
- Stanlio & Ollio (Stan & Ollie), regia di Jon S. Baird (2018)
- Arrivederci professore (The Professor), regia di Wayne Roberts (2018)
- Io, regia di Jonathan Helpert (2019)
- Attacco al potere 3 - Angel Has Fallen (Angel Has Fallen), regia di Ric Roman Waugh (2019)
- Detective Marlowe (Marlowe), regia di Neil Jordan (2022)
- Il mio amico Tempesta (Tempête), regia di Christian Duguay (2022)
- Worlds Apart - Mondi lontani (Life Upside Down), regia di Cecilia Miniucchi (2022)
- Di là dal fiume e tra gli alberi (Across the River and into the Trees), regia di Paula Ortiz (2022)
- Consecration, regia di Christopher Smith (2023)
- Te l'avevo detto, regia di Ginevra Elkann (2023)
- The Dead Don't Hurt - I morti non soffrono (The Dead Don't Hurt), regia di Viggo Mortensen (2023)
- Horizon: An American Saga - Capitolo 1 (Horizon: An American Saga - Chapter 1), regia di Kevin Costner (2024)
- The Crow - Il corvo  (The Crow), regia di Rupert Sanders (2024)
- Una pallottola spuntata (The Naked Gun), regia di Akiva Schaffer (2025)

#### Televisione
- CSI - Scena del crimine (CSI: Crime Scene Investigation) – serie TV, episodio 4x13 (2004)
- Laboratorio mortale (Covert One: The Hades Factor), regia di Mick Jackson – miniserie TV (2006)
- John Adams – miniserie TV, puntate 01-02-03 (2008)
- You Don't Know Jack - Il dottor morte (You Don't Know Jack), regia di Barry Levinson – film TV (2010)
- Magic City – serie TV, 16 episodi (2012-2013)
- American Horror Story  – serie TV, 10 episodi (2013-2015)
- Masters of Sex – serie TV, episodi 2x01-2x02-2x04 (2014)
- Paranoid – serie TV, 4 episodi (2016)
- Yellowstone – serie TV, 17 episodi (2018-2019)
- Succession – serie TV, 6 episodi (2019)
- Doc Martin – serie TV episodio 9x05 (2019)
- Calls – serie TV, episodio 1x06 (2021)

### Regista
- Albert e Alice (Bigfoot) – film TV (1987)
- Mr. North (1988)
- Becoming Colette (1991)
- Inganno diabolico (The Maddening) (1995)
- The Last Photograph (2017)

## Doppiatori italiani
Nelle versioni in italiano delle opere in cui ha recitato, Danny Huston è stato doppiato da:
- Stefano De Sando in Star System - Se non ci sei non esisti, Tradire è un'arte - Boogie Woogie, Hitchcock, Big Eyes, Frankenstein, Io, Stanlio & Ollio, Arrivederci professore, Yellowstone, Horizon: An American Saga - Capitolo 1, The Crow - Il corvo, The Dead Don't Hurt - I morti non soffrono
- Angelo Maggi in Birth - Io sono Sean, The Aviator, The Constant Gardener - La cospirazione, I figli degli uomini, Number 23, X-Men le origini - Wolverine, Robin Hood, The Warrior's Way, Attacco al potere 3 - Angel Has Fallen
- Massimo Corvo in The Congress, Masters of Sex, Game Night - Indovina chi muore stasera?
- Francesco Prando in 21 grammi, Il mio amico Tempesta
- Luca Biagini in Marie Antoinette, Stolen
- Franco Mannella in You Don't Know Jack - Il dottor morte, Una pallottola spuntata
- Paolo Marchese in Scontro tra titani, La furia dei titani
- Roberto Chevalier in The Conspirator, Chiudi gli occhi - All I See Is You
- Massimo Rinaldi in Anna Karenina
- Lorenzo Macrì in Eden
- Roberto Certomà in Silver City
- Simone Mori in La proposta
- Ambrogio Colombo in Laboratorio mortale
- Michele Gammino in The Kingdom
- Carlo Marini in 30 giorni di buio
- Pasquale Anselmo in John Adams
- Michele Kalamera in Fuori controllo
- Angelo Nicotra in Magic City
- Rodolfo Bianchi in American Horror Story
- Dario Oppido in Pressure
- Luciano Roffi in Paranoid
- Stefano Alessandroni in Wonder Woman
- Raffaele Farina in Newness
- Giorgio Locuratolo in Succession
- Massimiliano Lotti in Detective Marlowe